# الأبرشية السريانية الغربية في بغداد
أبرشية السريان الأرثوذكس في بغداد هي أبرشية تابعة للكنيسة السريانية الأرثوذكسية، ومركزها بغداد، عاصمة العراق، نشأت الأبرشية في العصر العبَّاسي بعد بناء العاصِمة بغداد، تم إثبات وجوده بين القرنين الـ9 والـ13، لكنها انتهت في فترة نهاية القرن الـ13، ليتم تجديده مرة أخرى، وبالتالي فهو موجود حتى العصر الحديث، تم ذكر ثمانية من أساقفة بغداد للسريان الأرثوذكس من العصور الوسطى في روايات ميخائيل السرياني وبار العبرانيين ومصادر أخرى. رئيس الأساقفة الحالي (منذ 1980) هو سيفيروس جميل حوا (مواليد 1931).

## مصادر

أبرشيات الكنيسة السريانية الأرثوذكسية في الشرق الأدنى خلال فترة العصور الوسطى، بما في ذلك أبرشية بغداد القديمة